# Суботці
Су́ботці — село в Україні, центр Суботцівської сільської громади Кропивницького району Кіровоградської області.

## Географія
Село знаходиться на берегах річки Аджамки та її правої притоки Сріблянки.

## Історія
У 1752—1764 роках тут була 14 рота новосербського Гусарського полку (кінного). Інші назви села — Аджамський шанець, Мала Аджамка, Субботиц, Суботиц (сербський аналог — Суботиця).
Станом на 1772 рік, в шанці Суботиці існувала дерев'яна однопрестольна Стрітенська церква, священником якої з 1758 року був Григорій Цинтилович, який отримав грамоту від преосвященного Гервасія Переяславського. Церква підпорядковувалась Новомиргородському духовному Правлінню.
Станом на 1886 рік, у селі Суботець Дмитрівської волості Олександрійського повіту Херсонської губернії мешкала 2791 особа, налічувалось 460 дворових господарств, православна церква, школа, 2 лавки, відбувалось 4 ярмарки на рік: 2 лютого, 9 травня, 20 липня та 1 жовтня.
За переписом 1897 року кількість мешканців зросла до 3828 осіб (1952 чоловічої статі та 1876 — жіночої), з яких 3795 — православної віри.

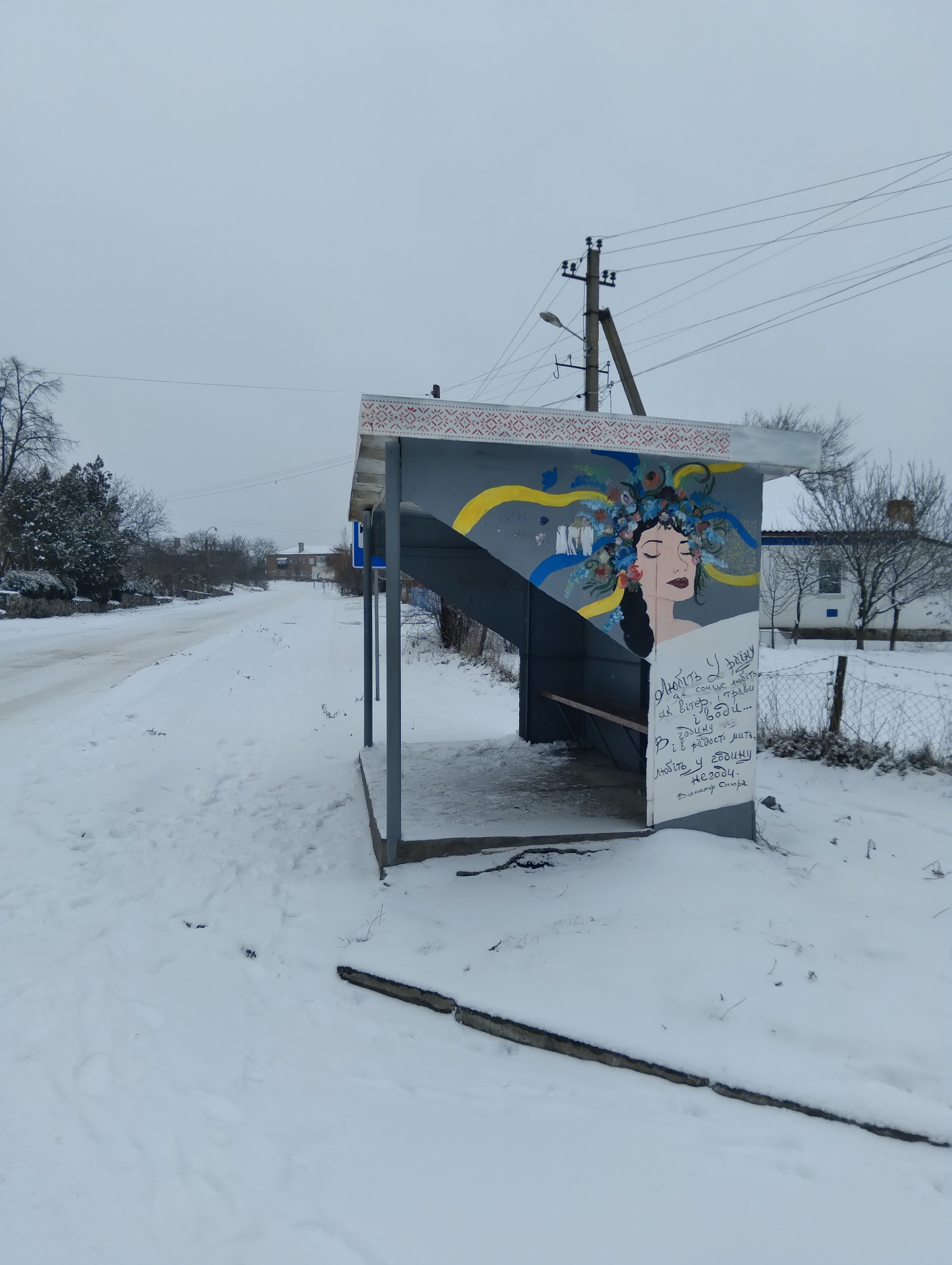
Стінопис

Під час Голодомору-геноциду 1932—1933 років загинуло не менше 300 жителів села .

## Населення
Згідно з переписом УРСР 1989 року чисельність наявного населення села становила 3542 особи, з яких 1704 чоловіки та 1838 жінок.
За переписом населення України 2001 року в селі мешкало 3215 осіб.

### Мова
Розподіл населення за рідною мовою за даними перепису 2001 року:
| Мова       | Відсоток |
| ---------- | -------- |
| українська | 92,74 %  |
| російська  | 6,03 %   |
| білоруська | 0,46 %   |
| молдовська | 0,28 %   |
| вірменська | 0,25 %   |
| циганська  | 0,09 %   |
| угорська   | 0,03 %   |

## Символіка
Затверджена 16 квітня 2013 р. рішенням сесії сільської ради.

### Герб
Щит поділений срібним вилоподібним хрестом із чорним орнаментом. У першій зеленій частині назустріч один одному злітають два срібних голуби, над якими золотий лапчастий хрест. У другій лазуровій частині срібний Архангел Єгудиїл. У третій чорній повстаючий золотий лев. Щит облямований золотим декоративним картушем і увінчаний золотою сільською короною.
Вилоподібний хрест у гербі відображає річки Аджамку та її праву притоку Сріблянку, між якими виникло та розташоване село. При розкопках 1985 р. на території села поховань стародавніх угрів Х ст. в могилі воїна-кочівника знайдено частини золотих пластин зі складним пишним орнаментом. Два срібні голуби утворюють між собою силует церковного купола, разом з золотим хрестом означають Церкву Стрітення Господнього, яка існувала в Суботцях близько 175-и років (1755 — початок 1930-х рр.). У Православ'ї Єгудиїл є Архангелом суботи (натяк на назву села). Лев — натяк на герб міста Суботиця, на якому також зображений золотий лев на лазуровому тлі.

### Прапор
Квадратне полотнище розділене горизонтально на дві рівновеликі горизонтальні смуги — синю і білу; в центрі — малий герб села.

## Уродженці
- Кульчицький Микола Леонідович (1908—1992) — радянський і український кінооператор
- Корецький Микола Христофорович (* 1961) — український педагог.
- Маринич Олександр Мефодійович (4 вересня 1920 — 23 серпня 2008) — український географ-геоморфолог, член-кореспондент НАН України, доктор географічних наук, професор Київського університету імені Шевченка.
- Посторонко Іван Григорович (* 1929) — український радянський партійний діяч.

## Відомі особи
- Гоян Денис Олександрович (1997—2024) — старший солдат збройних сил України, учасник російсько-української війни.
- Гуртовий Василь Мусійович (1927—2004) — Герой Соціалістичної праці, депутат Верховної Ради УРСР 10-11-го скликань (працював в селі головою колгоспу)